# Teudoald
Teudoald (zm. po 715) – majordom Neustrii w latach 714–715 .
Był synem Grimoalda i Teudesindy. Gdy jego ojciec został zamordowany w 714, jego dziadek, Pepin z Heristalu, wyznaczył go na majordoma Neustrii. Na decyzję znaczny wpływ miała jego babka – Plektruda. W 715 w Neustrii wybuchł bunt możnych, którzy pokonali Teudoalda w bitwie w puszczy Cuise i ogłosili majordomem Ragenfrieda, a w Austrazji zaczął zyskiwać przewagę stryj Teudoalda – Karol Młot. W 717 roku Plektruda przekazała Młotowi skarb Pepina i wycofała się z polityki. Karol Młot pozwolił żyć swojemu bratankowi w odosobnieniu.